# 黑格角
64°55′S 63°6′W / 64.917°S 63.100°W
黑格角（英語：Haigh Point），是南極洲的海岬，處於班克山以西，是托馬斯灣入口處北部，由英國南極名稱諮詢委員會命名，現時由南極條約體系管理。